# 粉嶺遊樂場

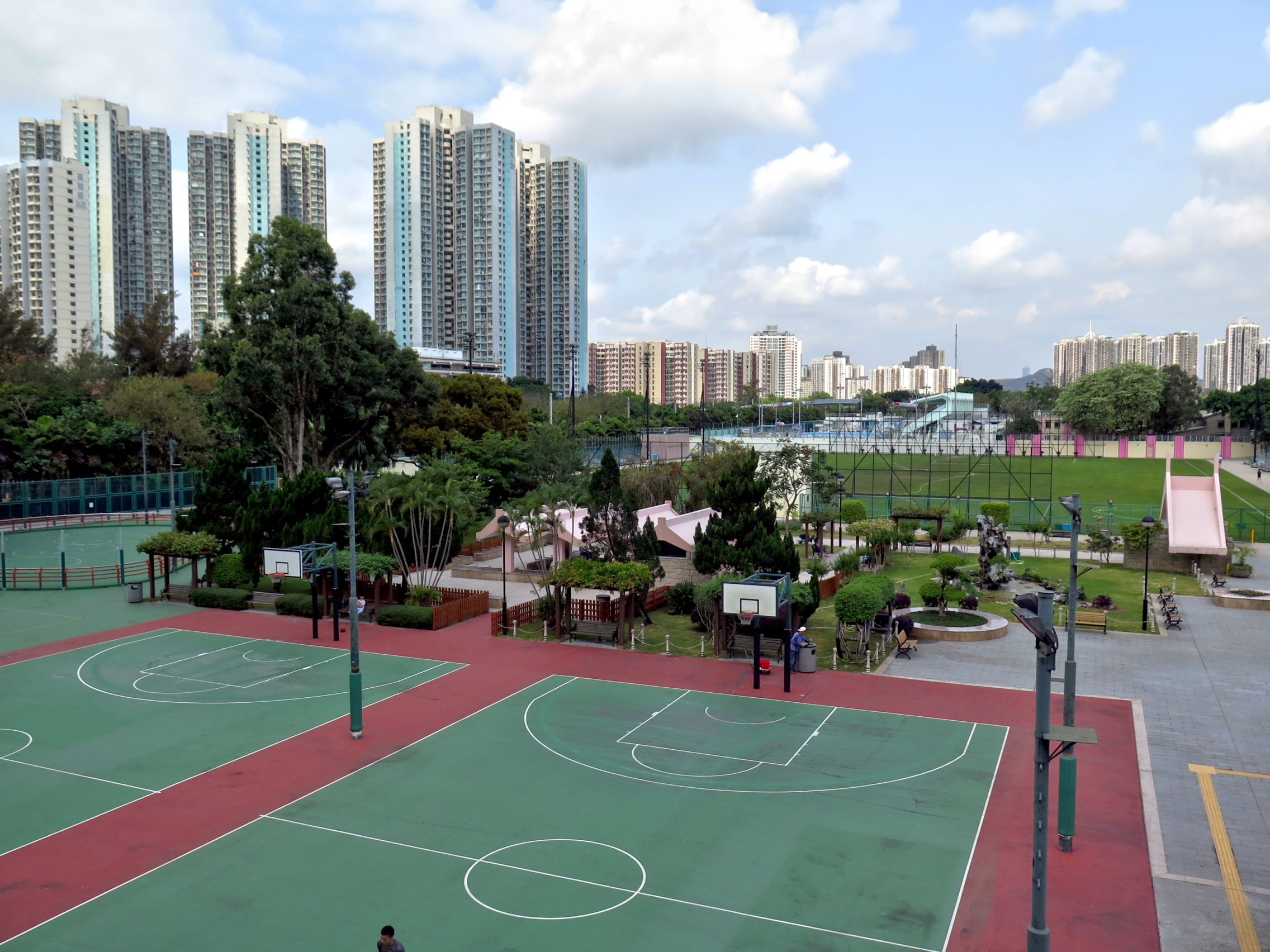
俯瞰粉嶺遊樂場

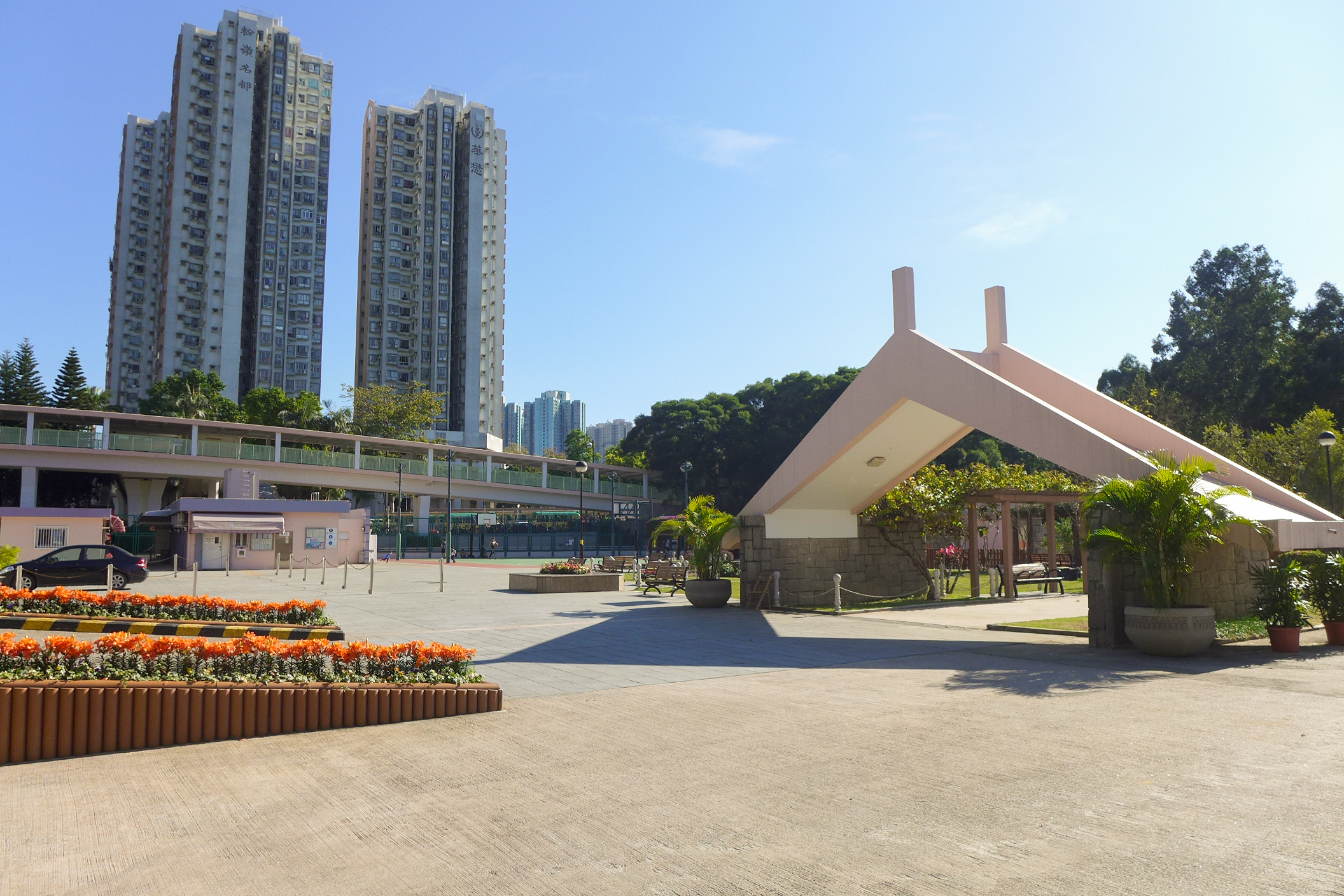
粉嶺遊樂場入口

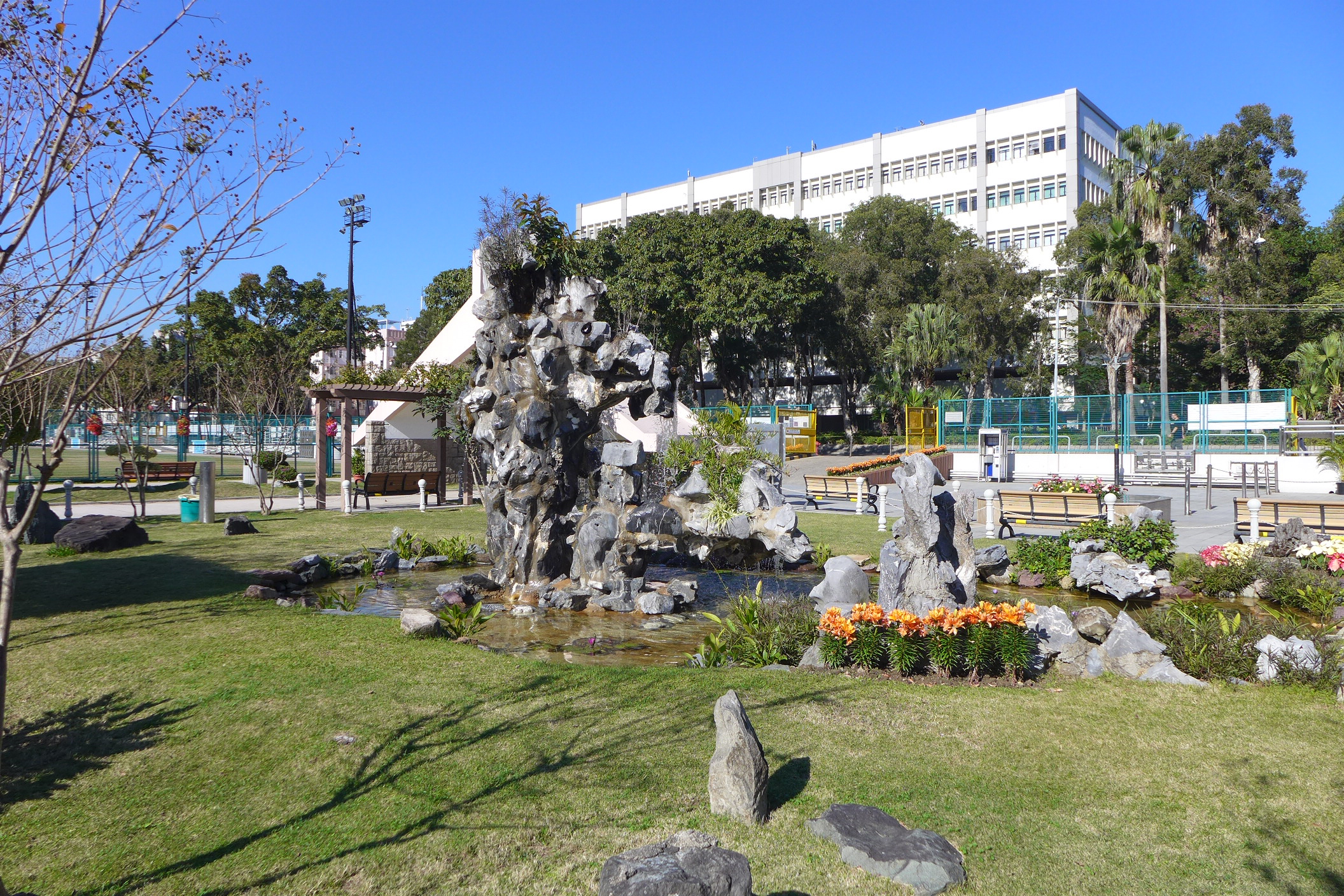
遊樂場內的水景

粉嶺遊樂場（英語：Fanling Recreation Ground）是香港一個康樂場地，位於新界粉嶺新運路55號，於1972年12月15日啟用，自2000年起由康樂及文化事務署管理。

## 設施
- 2條100米跑道(只作訓練用途)；
- 1個106m x 70m真草足球場；
- 滾軸溜冰場；
- 2個籃球場；
- 1個排球場；
- 花團錦簇的瑰麗花園供民眾拍照；
- 盥洗室及附有澡堂的更衣室。

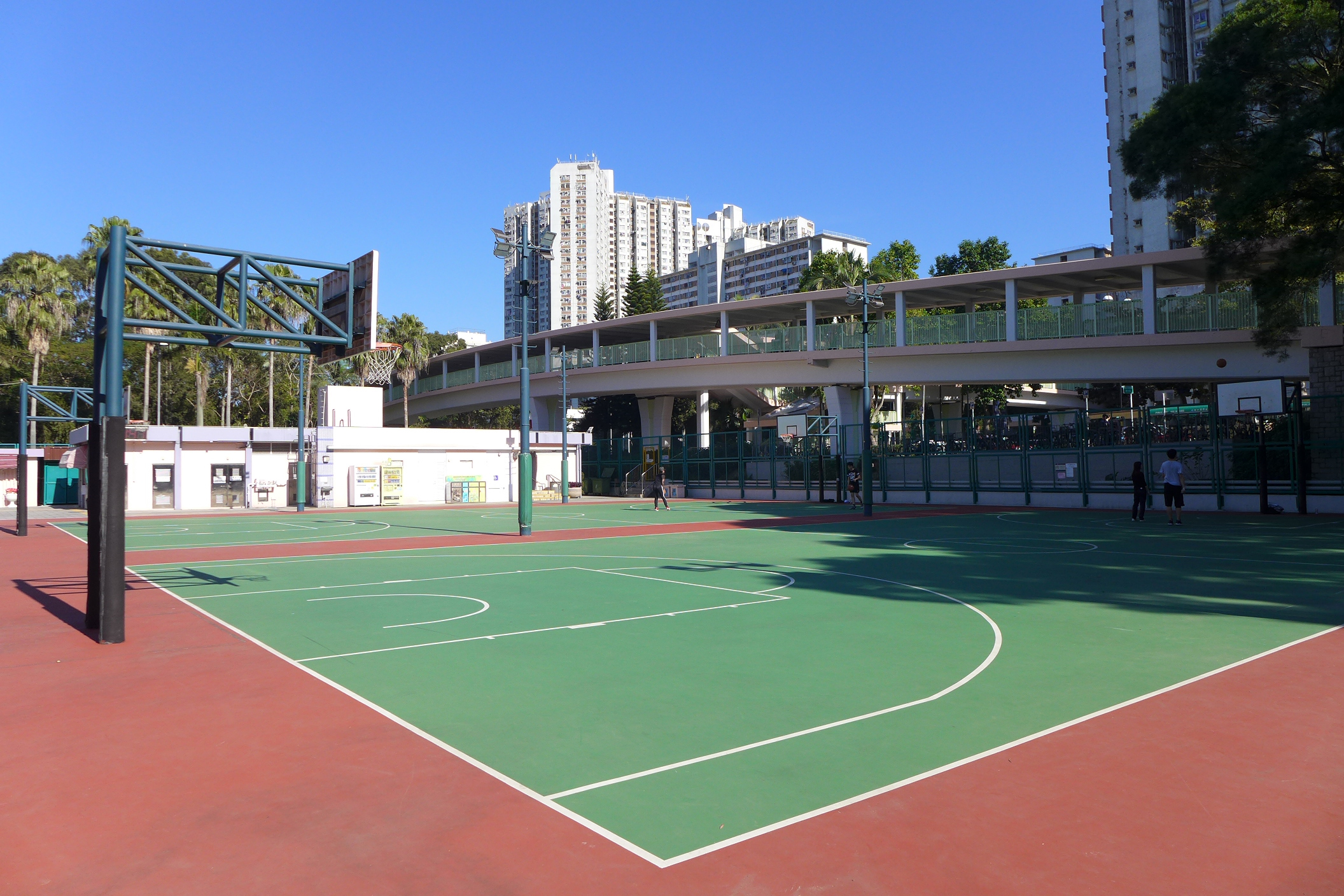
籃球場
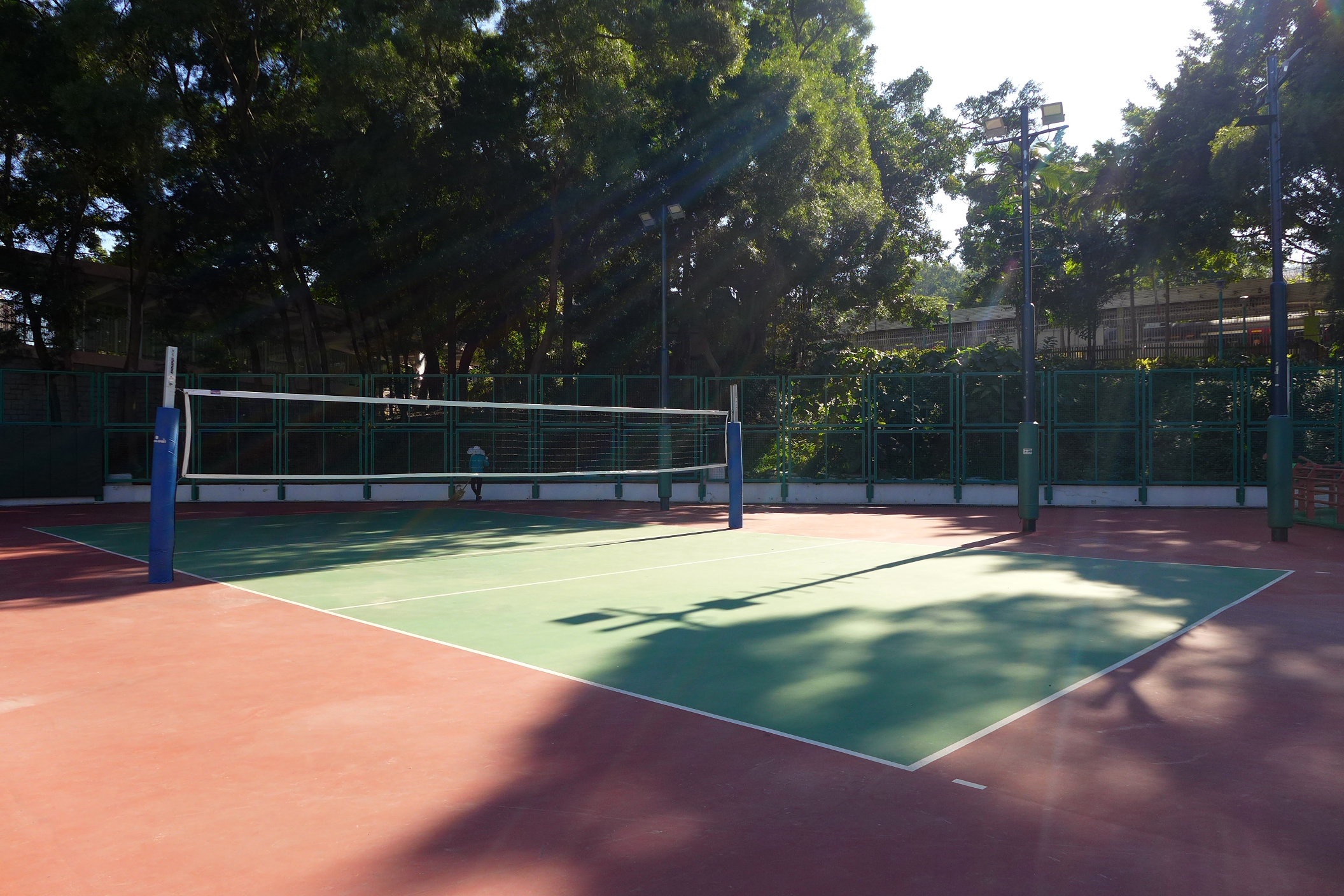
排球場
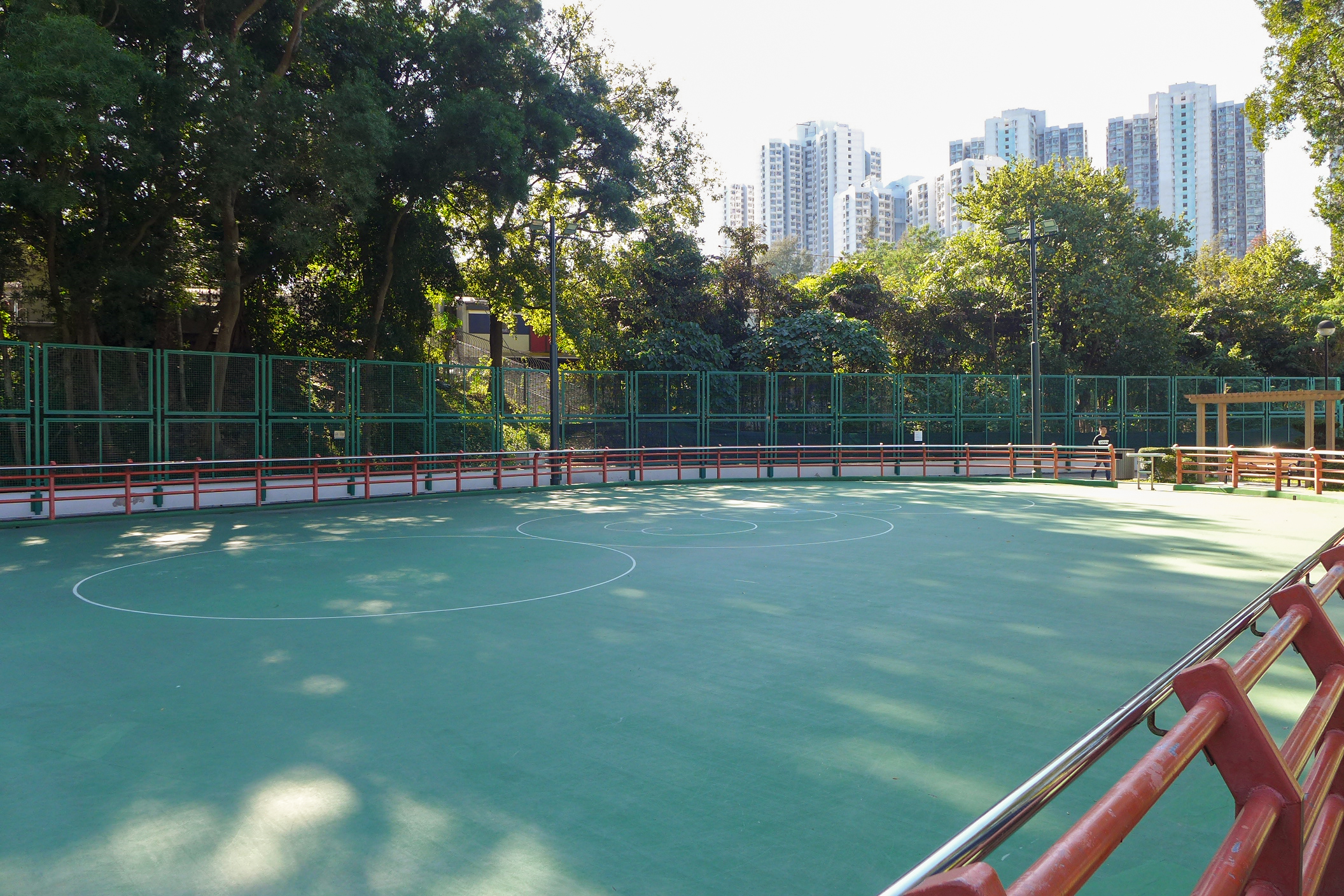
滾軸溜冰場
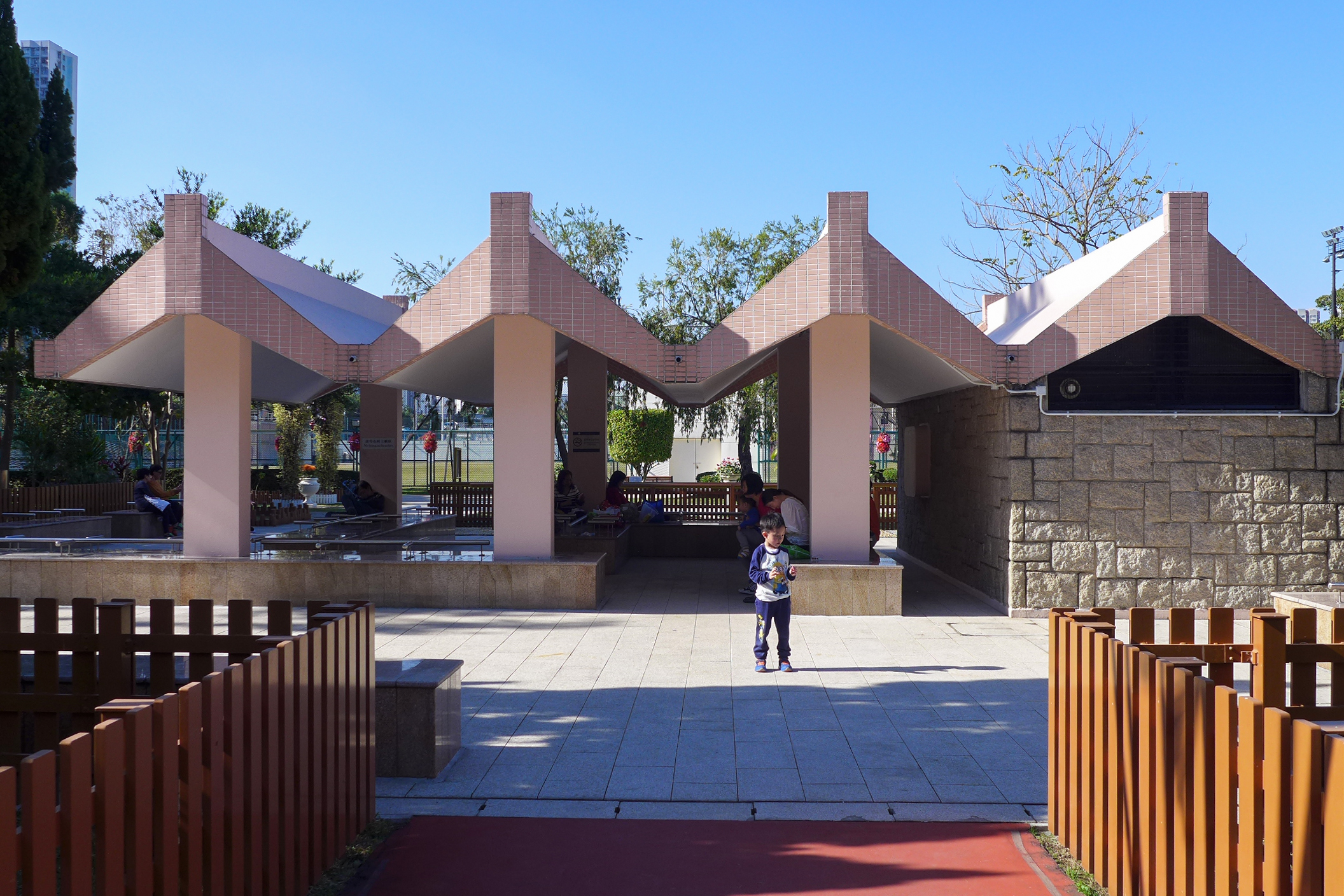
涼亭

## 大型活動

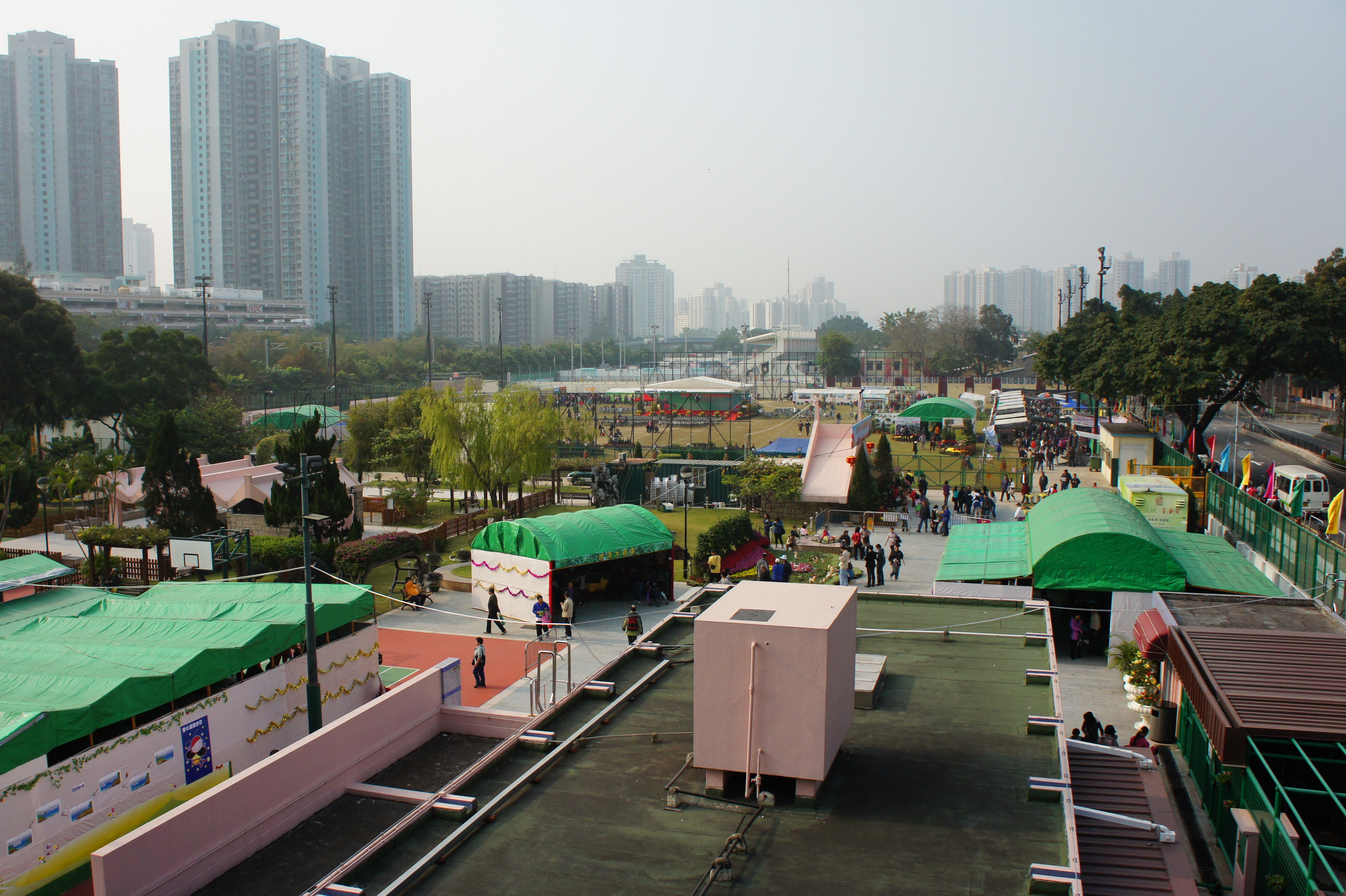
在粉嶺遊樂場舉行的北區（2011）花鳥蟲魚展覽

- 北區區議會一直大力支持防止罪案和撲滅罪行工作。一年一度的「禁毒滅罪耀北區」綜合晚會是區議會贊助的其中一項滅罪活動，目的是把撲滅罪行的信息傳播至社會各階層。晚會在粉嶺遊樂場舉行。
- 每年的「北區花鳥蟲魚展覽」，由北區區議會贊助， 於聖誕節前後在粉嶺遊樂場舉行，每年吸引數以萬計市民參觀[1]。
- 每年的「春節綵燈會」[2]。
- 2008年苗圃行動「行路上廣州」起步禮[3]
- 2007年國際雷利計劃「山頭霸王 2007」登記地點[4]

## 開放時間
每日06:30-23:00

## 鄰近建築
- 粉嶺游泳池
- 北區政府合署
- 粉嶺站
- 藏霞精舍：先天道的道觀
- 北區公園
- 蓬瀛仙館：道觀
- 竹林精舍：佛寺
- 香港觀宗寺：香海正覺蓮社營運的佛寺
- 粉嶺女童院舊址
- 嘉福邨